# کشتی لوچا
کشتی لوچا یا لوچا قناری (Lucha Canaria) نام کشتی بومی جزایر قناری در کشور اسپانیا می‌باشد.

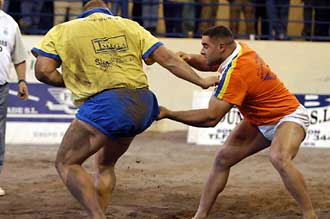
کشتی لوچا

## شرح
کشتی گیران کشتی خود را از وسط یک دایره شنی به نام تِرِرو (terrero) شروع می‌کنند. در این کشتی هدف این است که کشتی گیر هر قسمتی از بدن حریف خود را به جز پاها لمس کند. برای انجام این کار کشتی گیران از تکنیک‌های مختلفی به نام مانیاس (mañas) استفاده می‌کنند تا حریف خود را از تعادل خارج کنند. برای پیروزی در یک مسابقه دو سقوط لازم است. یک مسابقه زمانی به پایان می‌رسد که تمام اعضای یک تیم شکست بخورند.

## تاریخچه

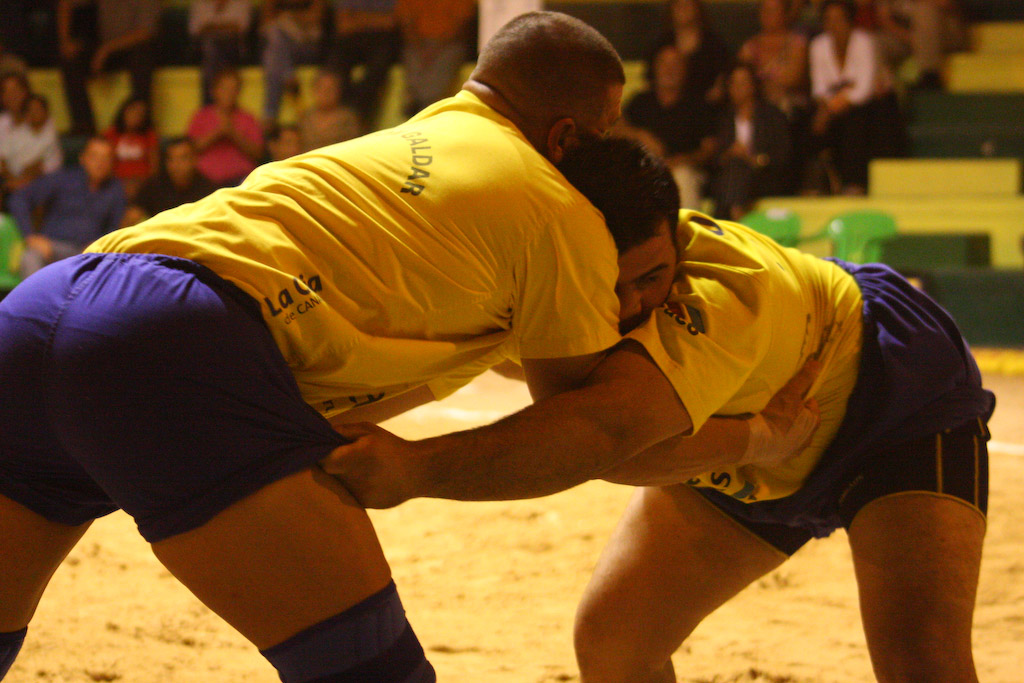
لوچاکاران کشتی لوچا

کشتی لوچا قناری از تاریخ قوم گوانچه، اولین بومیان شناخته شده جزایر قناری که سه هزار سال پیش در این جزایر می‌زیستند سرچشمه می‌گیرد، اگرچه با تماس محدود بین این جزایر، هر جزیره قوانین متفاوتی از جیزیره دیگر پیدا کرده‌است.

## فنون کشتی
چنگ زدن: کشتی گیر ممکن است هر قسمتی از بدن حریف را بگیرد تا بتواند تعادلش را از بین ببرد و حریف را به زمین بزند.
بلوک: کشتی گیر می‌تواند حرکت حریف خود را مسدود کند و از قدرت خود برای از بین بردن تعادل حریف استفاده کند.
انحراف: کشتی گیر می‌تواند بدن خود را برای منحرف کردن حرکت حریف حرکت دهد و از قدرت حریف برای از بین بردن تعادل او استفاده کند.